# 馮俊凱
馮俊凱（1988年11月2日—），苗栗人，台灣男子職業場地和公路自由車選手。2014年11月馮俊凱使用逃脫條款離開高士特職業車隊，加盟藍波–美利達，成為台灣第一位加入世界一級職業車隊的車手也是第一位離開的選手，2017年轉投新成立的巴林–美利達，直至2022年約滿，目前效力於日本宇都宮閃電車隊。
雖然他並非純爬坡好手，但因為喜愛挑戰各種類型的山路地形，加上豐富的國際賽經驗與臨場判斷，能與其他山路好手一較高下。除了山路之外，擁有高踩踏功率輸出的阿凱，相當擅長於計時賽，並擁有不錯的衝刺能力，全能表現讓他常常代表台灣參與各種層級之賽事，其更是頒獎台上的常客。他於2023年與歐陽真如結婚。

## 基本資料
- 學歷：苗栗縣苗栗國民中學、國立大甲高級中學、國立臺灣體育運動大學、國立臺灣體育運動大學研究所

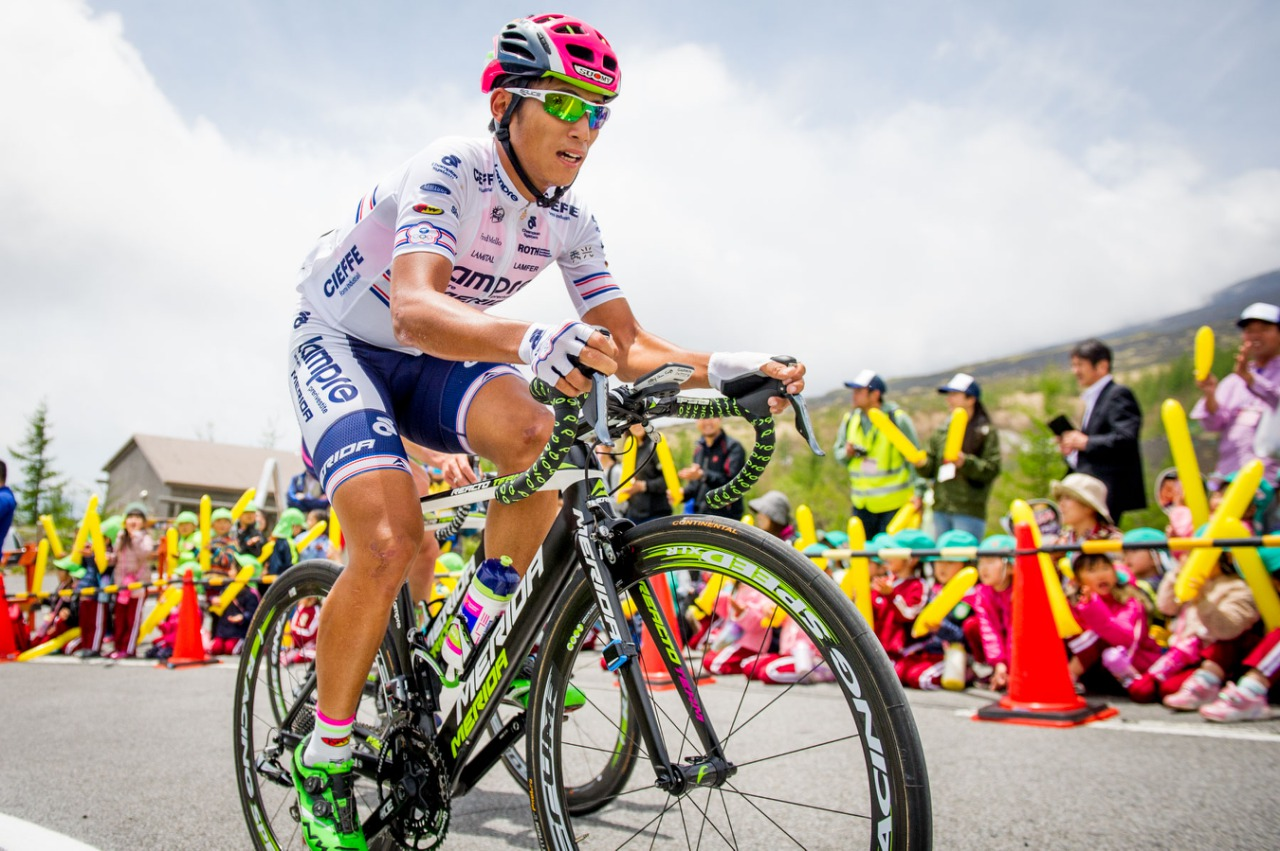
馮俊凱參加2015 Tour of Japan

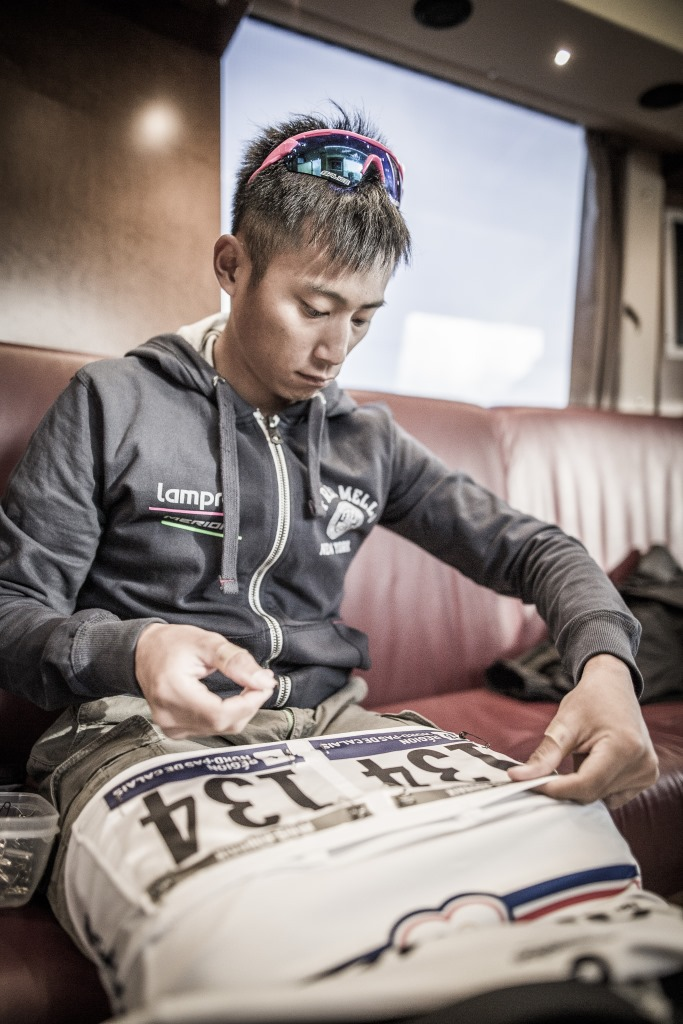
馮俊凱參加2015Paris Roubaix，也是台灣首位出席世巡賽的選手

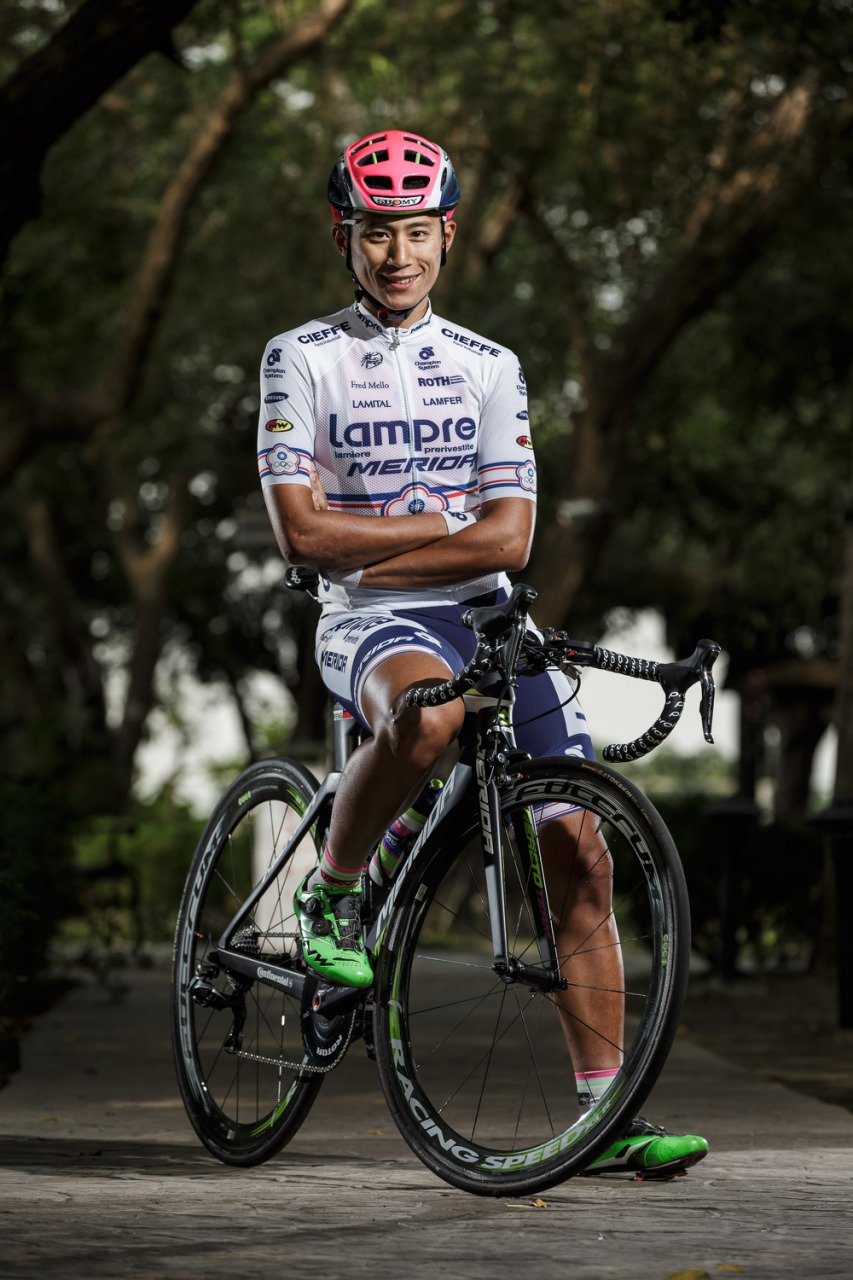

- 教練：國中時期高正燕、高中大學時期徐瑞德

## 比賽紀錄
- 2003年環沖繩國際青年組第一名
- 2007年全國場地錦標賽四公里個人追逐第一名、四公里團隊第一名
- 2007年全國公路錦標賽關山站第一名
- 2007年日本亞洲盃場地賽領先計分賽第二名
- 2007年馬來西亞亞洲盃場地賽四公里追逐第二名
- 2007年泰國亞洲錦標賽領先計分賽第一名。[3]
- 2008年成為中華民國參加北京奧運唯一的自由車手，也是四十公里領先計分賽最年輕的參賽者
- 2011年美國超級周自由車賽勇奪黃衫
- 2011年深圳2011年世界大學生夏季運動會第四名，兩度打破全國紀錄4分33秒623與4分30秒826

- 2012年環台賽登山王
- 2013年環台賽登山王
- 2013全國運動會個人計時賽與公路賽第一名
- 2013年東亞運動會金牌

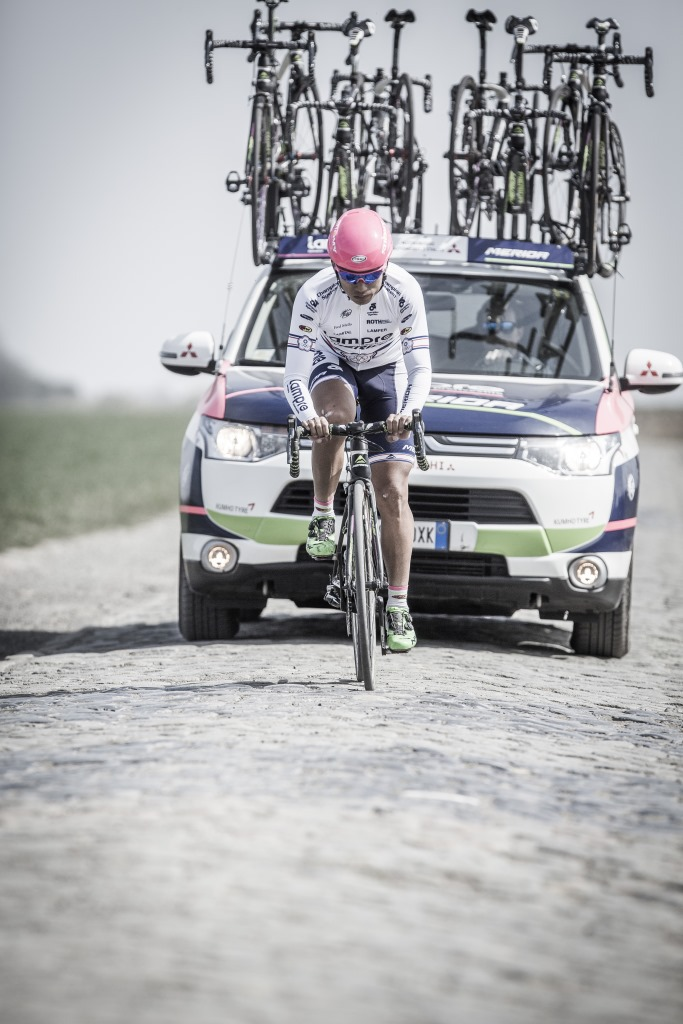
Paris Roubaix 2015

- 2014年2月7日環菲自行車大賽在呂宋島南端的盧塞納市（Lucena）完成第5站賽事。列名Gusto Continental車隊旗下出賽的馮俊凱，以3小時49分11秒的時間，拿下第5站冠軍[4]。
- 2014年環台賽登山王，達成三連霸，為環台賽第一人[5]。
- 2014年全國自由車公路錦標賽第一名
- 2014 KOM 臺灣自行車登山王挑戰賽第五名，臺灣選手第一名
- 2015年全國自由車公路錦標賽菁英組公路，個人計時第一名
- 2015第七屆武嶺盃自行車大賽冠軍
- 2015 首位出賽世界巡迴賽的台灣車手 (巴黎-盧貝古典賽)
- 2015 台灣KOM Challenge登山王挑戰 台灣冠軍
- 2017 全運會公路項目五連霸
- 2017 法國敦克爾克四日賽敢鬥賞
- 2018第10屆建大輪胎武嶺盃冠軍,成績2小時41分41秒,若以地理中心碑出發到武嶺,時間約為2小時34分,亞軍黃文忠2小時45分32秒
- 2018 參加雅加達亞運 公路第11、計時第五
- 2018 環廣西自行車賽 桂林站單站第十
- 2018 環沖繩自行車賽 第三名
- 2019 國際自由車環台賽 亞洲第二 總排第九
- 2019 烏茲別克亞錦賽 計時銀牌 公路銅牌
- 2019 全國錦標賽計時冠軍
- 2019 參與英國約克郡公路世錦賽計時項目
- 2019 全運會公路項目六連霸
- 2020 入選東京奧運公路項目 未完賽

## 外部連結
- 馮俊凱在ProCyclingStats的頁面
- 馮俊凱 at Cycling Archives
- 車隊成員介紹 （页面存档备份，存于）
- 馮俊凱的Instagram帳戶 （页面存档备份，存于）